# Дизенгоф, Меир
Ме́ир Ди́зенгоф (ивр. מאיר דיזנגוף‎, первоначально Меер Янкелевич Дизенгоф, впоследствии также Мирон Яковлевич Дизенгоф; 25 февраля 1861, Екимовцы, Оргеевский уезд, Бессарабская область, Российская империя — 23 сентября 1936, Тель-Авив, Палестина) — еврейский общественный и политический деятель, активный участник сионистского движения, первый мэр Тель-Авива.

## Биография
Меер Янкелевич Дизенгоф родился в селе Екимовцы Оргеевского уезда Бессарабской области. Его отец, Янкель Шмулевич Дизенгоф (1837—1899), происходил из еврейской земледельческой колонии Николаевка-Благодать. Мать — Мейта-Сара Дизенгоф (1836—1902). В 1878 году семья переехала в Кишинёв, где Меер окончил уездное реальное (политехническое) училище. С марта 1882 года по февраль 1884 года отбывал воинскую повинность в 127-м пехотном Путивльском полку в Житомире. В апреле 1885 года поступил в одесское училище «Труд», где обучался чугунолитейному делу; примкнул к народовольцам. С 14 по 23 августа того же года находился под стражей в Одессе, откуда был переведён в Житомирский тюремный замок и привлечён к дознанию. Содержался под стражей с 19 сентября 1885 года по 23 апреля 1886 года, когда дело в отношении него было прекращено.
После освобождения в 1886 году вернулся к родителям в местечко Вестерничаны Кишинёвского уезда (ныне в составе Кишинёва), где его отец служил управляющим имением; стал активистом движения «Ховевей Цион» (Любящие Сион), и в том же году основал кишинёвское отделение этой организации. Находился под негласным надзором полиции до 12 марта 1903 года.
С 1889 года учился на инженера-химика в Париже, после окончания обучения — специализировался на стеклодувном заводе в Лионе, посетил Палестину. С 1897 по 1905 год жил в Одессе, записался купцом второй гильдии, был директором стеклодувного завода и управлял комиссионной конторой. Участник 5-го (1901) и 6-го (1903) Сионистских конгрессов.

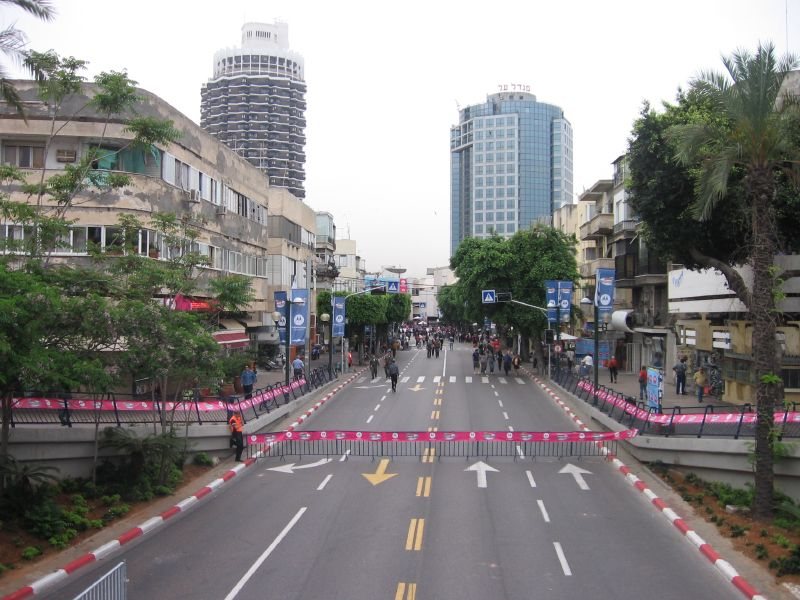
Улица Дизенгоф в Тель-Авиве

С 1905 года жил в Палестине, где стал одним из основателей Тель-Авива. Поддерживал идею создания Еврейского государства в Эрец-Исраэль. Является первым мэром Тель-Авива — поселения, быстро ставшего крупнейшим городом Израиля.
Похоронен на кладбище Трумпельдор в Тель-Авиве.
В 1911—1922 годах возглавлял городское планирование в Тель-Авиве.

### Мэр Тель-Авива

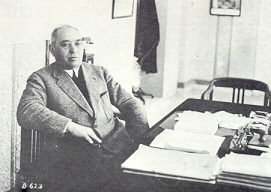
Меир Дизенгоф

С того момента, как Тель-Авив стал городом, и до самой своей смерти в 1936 году Дизенгоф был его мэром. Исключение составил краткий перерыв в 1925—1928 годах. Когда жена Дизенгофа умерла, он подарил свой дом городу для организации музея искусств, а также побуждал многих известных художников жертвовать музею свои работы. Каждый год мэр появлялся во главе пуримского карнавала Адлояда. Он активно развивал город, а на закате дней успел поучаствовать в создании порта, альтернативного подконтрольному арабам Яффскому.

## Семья
Был женат на Цине Дизенгоф (урожд. Хая Соломоновна Бреннер, 1872—1930), с которой он познакомился во время воинской службы в Житомире. Единственная дочь четы Дизенгоф Шуламит умерла в шестимесячном возрасте, и всё своё имущество Дизенгоф завещал муниципалитету Тель-Авива.

## Память
В честь Меира Дизенгофа в Тель-Авиве названы улица Дизенгоф, торгово-развлекательный «Дизенгоф-центр», а также парк Меир.
В честь жены Дизенгофа Цины названа площадь Дизенгоф («Кикар Цина Дизенгоф»).
Мемориальная доска в Одессе на ул. Ремесленной, 30, где жил Дизенгоф.